# Bermuda ai Giochi della XXIX Olimpiade
Bermuda ha partecipato ai Giochi della XXIX Olimpiade di Pechino, svoltisi dall'8 al 24 agosto 2008, con una delegazione di 6 atleti.

## Atletica leggera
| Gara                     | Atleta       | Qualificazioni | Qualificazioni | Finale | Finale |
| Gara                     | Atleta       | Misura         | Pos.           | Misura | Pos.   |
| ------------------------ | ------------ | -------------- | -------------- | ------ | ------ |
| Salto in lungo maschile  | Tyrone Smith | 7,91 m         | 15             |        |        |
| Salto in lungo femminile | Arantxa King | 6,01 m         | 36             |        |        |

## Equitazione
| Gara        | Atleta           | Cavallo   | Qualificazioni | Qualificazioni | Qualificazioni | Qualificazioni | Qualificazioni | Qualificazioni | Finale  | Finale  | Finale  | Finale  | Finale | Finale |
| Gara        | Atleta           | Cavallo   | Turno 1        | Turno 1        | Turno 2        | Turno 2        | Turno 3        | Turno 3        | Turno A | Turno A | Turno B | Turno B | Totale | Totale |
| Gara        | Atleta           | Cavallo   | Pen.           | Pos.           | Pen.           | Pos.           | Pen.           | Pos.           | Pen.    | Pos.    | Pen.    | Pos.    | Pen.   | Pos.   |
| ----------- | ---------------- | --------- | -------------- | -------------- | -------------- | -------------- | -------------- | -------------- | ------- | ------- | ------- | ------- | ------ | ------ |
| Individuale | Jillian Terceira | Chaka III | 5              | 39             |                |                |                |                |         |         |         |         |        |        |

## Nuoto
| Gara                        | Atleta          | Batterie | Batterie | Semifinali | Semifinali | Finale | Finale |
| Gara                        | Atleta          | Tempo    | Pos.     | Tempo      | Pos.       | Tempo  | Pos.   |
| --------------------------- | --------------- | -------- | -------- | ---------- | ---------- | ------ | ------ |
| 100 m stile libero maschili | Roy Allen Burch | 52"65    | 60       |            |            |        |        |
| 100 m dorso femminili       | Kiera Aitken    | 1'02"62  | 33       |            |            |        |        |

## Triathlon
| Gara           | Atleta      | Nuoto  | Ciclismo | Corsa | Tempo totale | Posizione |
| -------------- | ----------- | ------ | -------- | ----- | ------------ | --------- |
| Gara femminile | Flora Duffy | 20'26" | doppiata | -     | -            | -         |